# Hope (Flintshire)
Hope è un centro abitato del Galles, situato nella contea del Flintshire.